# Lyssomanes onkonensis
Lyssomanes onkonensis är en spindelart som beskrevs av Logunov, Marusik 2003. Lyssomanes onkonensis ingår i släktet Lyssomanes och familjen hoppspindlar. Inga underarter finns listade i Catalogue of Life.